# Судовое маловязкое топливо
Судовое маловязкое топливо (СМТ, ТСМ, флотский соляр) — среднедистиллятное  судовое топливо, предназначенное для использования в судовых высоко- и среднеоборотных дизелях, а также на газотурбинных установках.

## Технология получения и назначение
Судовое маловязкое топливо (СМТ) по ТУ 38.101567-87 — это среднедистиллятное топливо, в отличие от моторного ДТ и судового высоковязкого топлива, получаемых смешением остаточных и среднедистиллятных фракций. Предназначено для применения в судовых энергетических установках вместо дизельного топлива. Изготавливается из дизельных фракций с добавлением легких газойлей вторичных процессов. В отличие от дизельного топлива, имеет более низкое цетановое число и более высокое содержание серы.
Компонентами маловязкого судового топлива являются негидроочищенные прямогонные атмосферные и вакуумные дистилляты, продукты вторичного происхождения — легкие и тяжелые газойли каталитического и термического крекинга, коксования. Получают судовое маловязкое топливо из дизельных фракций нефти, добавляя газойли вторичных процессов перегонки в соответствии ГОСТ 305-82.
Используется СМТ в средне и высоко оборотистых силовых установках и газотурбинных агрегатах (ГТА).

## Характеристики[1]
- Вязкость (определяется для температуры 20°C) 3-6 сСт;
- Воспламеняемость: цетановое число от Л-40 до Л-45;
- Температура вспышки: 60°C;
- Содержание серы в интервале 0,5% ( по ГОСТ 305-82) - 1,5% ( по ТУ38.101567-2000).

## Нормативные документы
Для судовых энергетических установок вырабатывают судовое маловязкое топливо по ТУ 38.101567-87 и судовое высоковязкое топливо по ТУ 38.1011314-90.

## Примечание
1. 1 2 3 4 5  Судовое топливо. neftegaz.ru (9 октября 2012). Дата обращения: 26 ноября 2022. Архивировано 26 ноября 2022 года.